# 철학적 유신론
철학적 유신론(Philosophical theism)이란 초월적인 것 또는 신이 어떤 특정한 종교의 가르침 또는 계시와는 상관없이 존재한다고 믿는 사고방식을 말한다.  이것은 신이 교리와 상관없이 이성이나 자연법에 기초하여 존재한다고 믿는 것을 말한다.  이 사상은 18세기의 이신론과 병행한다.  이를 따르는 철학적 유신론자들은 어느 특정한 종교나 교회의 신학이나 교리를 강요하지 않는다.

## 대표적인 철학적 유신론자
- 소크라테스
- 아리스토텔레스
- 마르쿠스 툴리우스 키케로
- 플로티노스
- 레오나르도 다 빈치
- 아이작 뉴턴
- 고트프리트 빌헬름 라이프니츠
- 토머스 제퍼슨
- 루트비히 판 베토벤
- 에이브러햄 링컨
- 찰스 샌더스 퍼스
- 알프레드 노스 화이트헤드

## 같이 보기
- 자유사상